# Jaderná elektrárna Kasumi
Jaderná elektrárna Kasumi (japonsky 霞原子力発電所, Kasumi genširjoku hacudenšo) byla plánovaná jaderná elektrárna v Japonsku. Nacházet se měla poblíž města Mitahama v prefektuře Hjógo. Projekt zahrnoval až čtyři varné jaderné reaktory o výkonu asi 750 MW každý. Elektrárnu měla vlastnit a provozovat společnost Kansai Electric Power Company.

## Historie a technické informace

### Počátky
V roce 1965 městská rada města Mitahama založila výbor pro přilákání investora, který by v okolí postavil jadernou elektrárnu poté, co první jaderná elektrárna v Japonsku, Tokaj, byla uvedena do provozu. Obecně se stal projekt poměrně populární, protože sliboval snížení daně z nemovitosti všem v okolí. Ze všech členů městské rady projekt podpořilo 26 členů a pouze dva byli proti.
Problém však nastal v moment, kdy se proti projektu postavila komunistická strana a přesvědčila obyvatele, že výstavba jaderné elektrárny není dobrý nápad.
V roce 1967 noviny Kobe Shimbun zpochybnily příběh o plánech výstavby budoucí jaderné elektrárny. O tři roky později, v roce 1970 bylo oznámeno, že se město vzdává myšlenky výstavby jaderné elektrárny.

## Informace o reaktorech
| Reaktor  | Typ reaktoru | Výkon | Výkon  | Zahájení výstavby                      | Připojení k síti                       | Uvedení do provozu                     | Uzavření |
| Reaktor  | Typ reaktoru | Čistý | Hrubý  | Zahájení výstavby                      | Připojení k síti                       | Uvedení do provozu                     | Uzavření |
| -------- | ------------ | ----- | ------ | -------------------------------------- | -------------------------------------- | -------------------------------------- | -------- |
| Kasumi-1 | BWR          |       | 750 MW | plánovaná výstavba zrušena v roce 1970 | plánovaná výstavba zrušena v roce 1970 | plánovaná výstavba zrušena v roce 1970 |          |
| Kasumi-2 | BWR          |       | 750 MW | plánovaná výstavba zrušena v roce 1970 | plánovaná výstavba zrušena v roce 1970 | plánovaná výstavba zrušena v roce 1970 |          |
| Kasumi-3 | BWR          |       | 750 MW | plánovaná výstavba zrušena v roce 1970 | plánovaná výstavba zrušena v roce 1970 | plánovaná výstavba zrušena v roce 1970 |          |
| Kasumi-4 | BWR          |       | 750 MW | plánovaná výstavba zrušena v roce 1970 | plánovaná výstavba zrušena v roce 1970 | plánovaná výstavba zrušena v roce 1970 |          |